# Vilhelm Storch
Mathias Vilhelm Samuel Storch (født 21. juli 1837 i Køng på Fyn, død 1. august 1918 på Frederiksberg) var en dansk kemiker.
Storch, der blev cand.polyt. 1861, deltog i 1864-krigen og blev her taget som krigsfange under stormen på Dybbøl i 1864. Hans privatkorrespondance er udgivet af Anders Glavind i bogen "Begejstring – Tvivl – Skuffelse" af Odense Universitetsforlag, 1999. Bogen giver bl.a. et godt indblik i, hvordan livet i fangenskab formede sig for de 8000 danskere, som var i tysk fangenskab.
Han var medarbejder ved Steins kemiske Laboratorium 1865-82, kemisk medarbejder ved docent N.J. Fjords forsøg 1879. Storch blev 1882 ansat ved forsøgslaboratoriet under Den Kgl. Veterinær- og Landbohøjskole, hvor han i 1892 blev udnævnt til professor. Frederiksberg Kommune opkaldte i 1906 en lille villavej efter ham, Storchsvej.
Han var også leder af kontrollen med mejeriernes overholdelse af pasteuriseringslovbudet fra 1899, æresmedlem af Det islandske Oldsagsselskab i Reykjavik, medlem af Kungliga Lantbruks-Akademien i Stockholm, Kommandør af 2. grad af Dannebrog (1908) og Dannebrogsmand (1898). Han er begravet på Frederiksberg Ældre Kirkegård.